# Valdelinares
Valdelinares is een gemeente in de Spaanse provincie Teruel in de regio Aragón met een oppervlakte van 55,09 km². Valdelinares telt 90 inwoners (1 januari 2016).

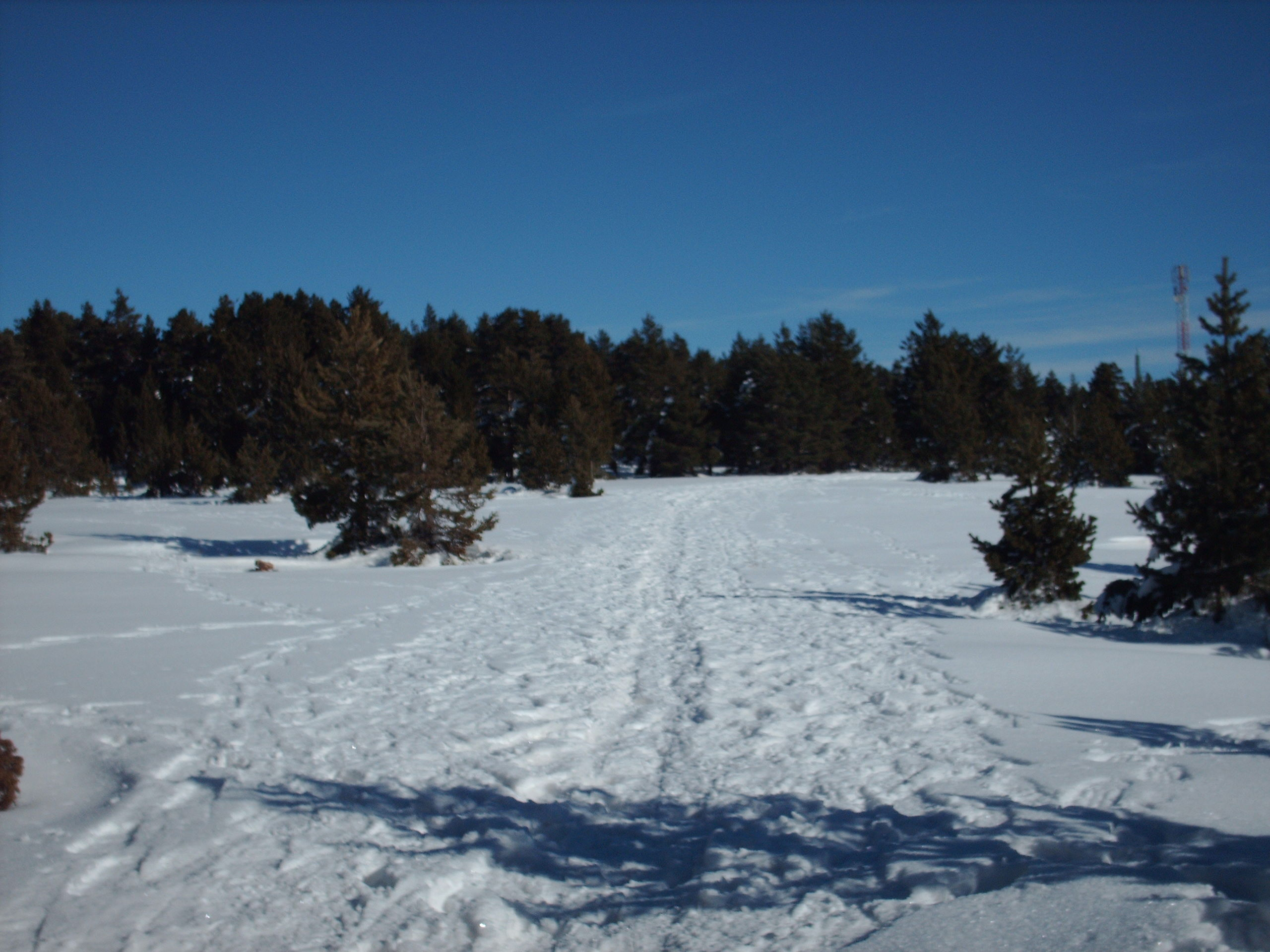
Er zijn veel bossen met zwarte den het gebied

Valdelinares ligt in een gebergte en kent veel sneeuw in de winter. Er zijn in de buurt de nodige wintersport mogelijkheden.

## Demografische ontwikkeling
Bron: INE, 1857-2011: volkstellingen